# LINE Friends

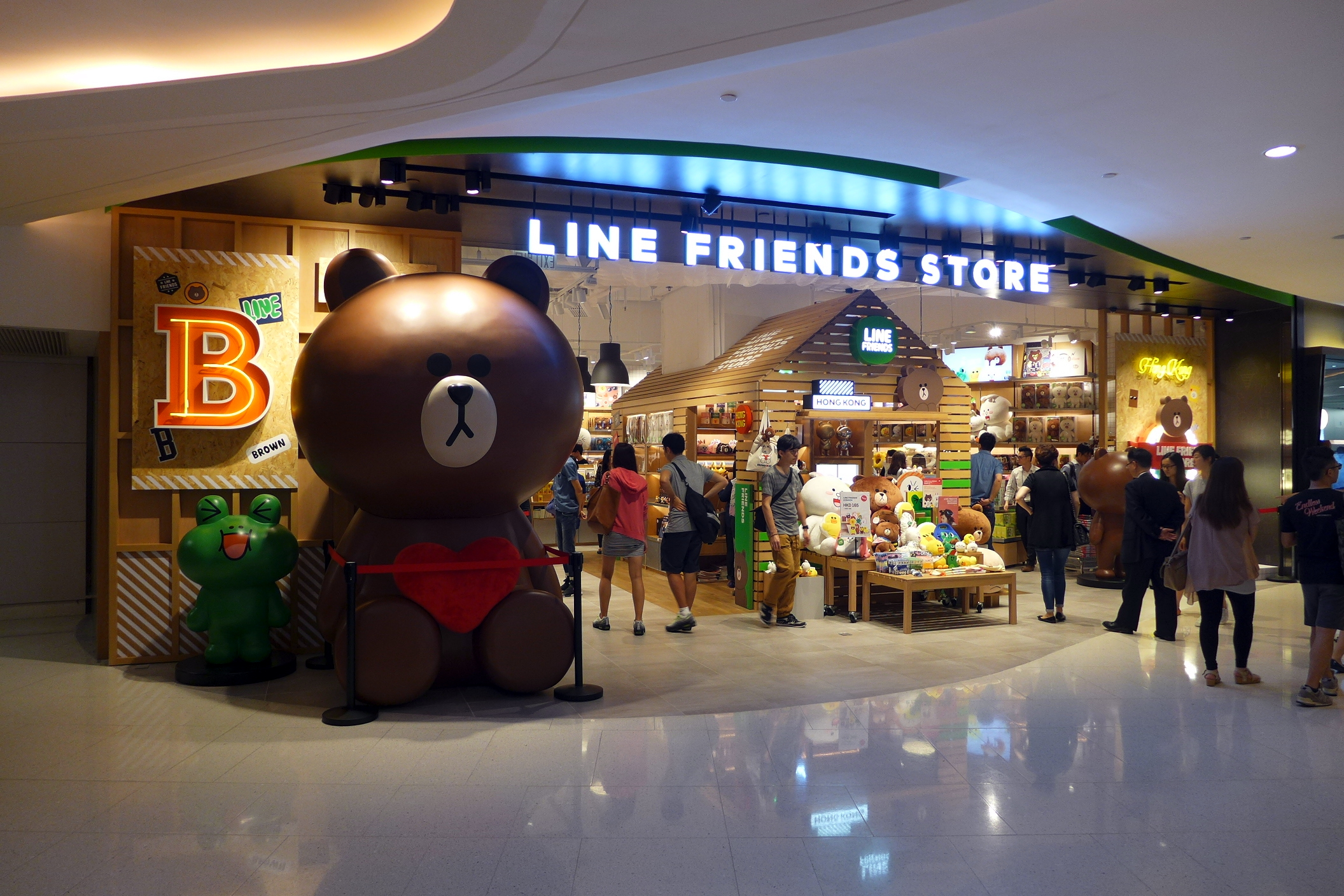
位于香港希慎广场的LINE FRIENDS STORE

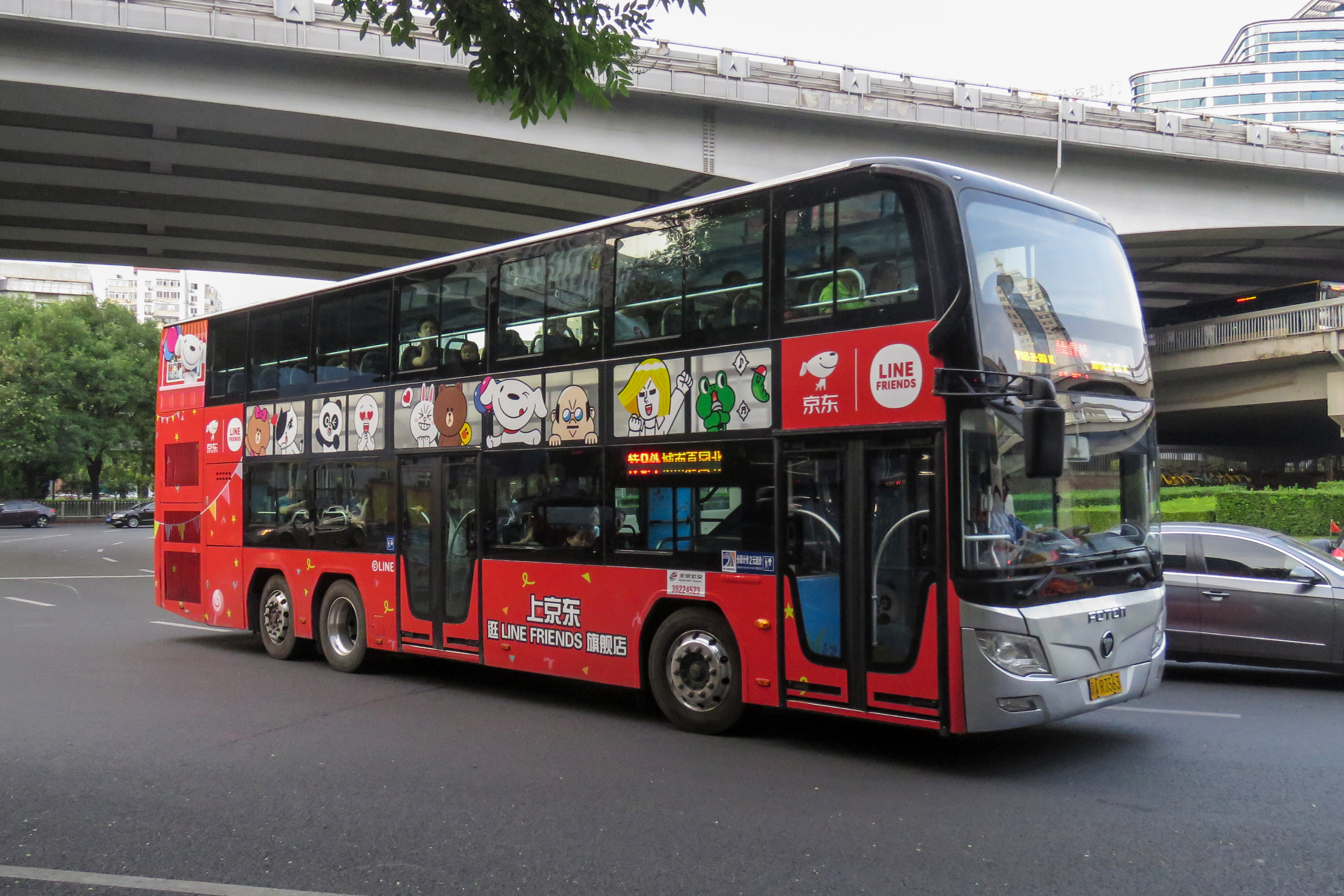
印有LINE FRIENDS广告的巴士

LINE FRIENDS是韩国的即時通訊軟體LINE的官方貼圖人物。

## 动画剧集

### LINE OFFLINE 上班族
《LINE OFFLINE 上班族》（LINE OFFLINE サラリーマン）是从2013年1月7日开始在日本東京電視台播放的5分鐘泡麵番短片動畫。描述了各个登场人物在公司中的日常生活。

### LINE TOWN 麻吉樂園
《LINE TOWN 麻吉樂園》是从2013年4月开始在日本TX Network播放的動畫劇集，和《LINE OFFLINE 上班族》是不同的動畫公司，但人物設定一致。前作為上班族动画，而本作為儿童动画。

### 熊大與好友日常
《熊大與好友日常》由 LINE FRIENDS 與 Netflix 合作推出LINE FRIENDS 10周年的紀念企劃的原創動畫《熊大與好友日常（BROWN & FRIENDS）》，正式確定將於台灣時間 12/29 在 Netflix 獨家上架。
《熊大與好友日常》以大家熟知的角色們作為中心，包括熊大（BROWN）、兔兔（CONY）、莎莉（SALLY）、詹姆士（JAMES）等 11 位角色都以 3D 動畫呈現，並以都市的日常生活作為背景，在溫馨的社區小咖啡店裡，看這些充滿個性與魅力的角色們，將會展開怎樣的動畫故事。

## 成立獨立品牌公司
2015年1月，為更加提升角色品牌價值，成立韓國LINE FRIENDS國際卡通形象品牌公司，隸屬於韓國NAVER旗下子公司。
LINE FRIENDS至今已在5,000多種商品、動畫、遊戲、咖啡廳、飯店及主題樂園等各種領域中，與全球各地的國際品牌攜手，推出各類合作商品，並在韓國首爾、紐約、成都、南京、香港、台北、印尼、東京、曼谷等地開設實體店。
除了LINE貼圖目前所擁有的11個人氣角色外，LINE FRIENDS最新計畫「FRIENDS CREATORS」，與韓國偶像團體防彈少年團及中國偶像王源，共同推出全新的系列卡通形象，此項計畫目標是與全球藝人共創智慧財產。目前有BT21、ROY6、WDZY及TRUZ四個系列卡通人物。
因許多廠商選擇與LINE FRIENDS進行廣告合作，因而被戲稱為「亞洲搶錢天團」。

## 卡通人物详细资料
| 中文名稱 | 其它譯名      | 英文名稱 | 日文名稱 | 性別 | 物種   | 個性 | 感情線       | 生日    | 喜歡的東西                       | 討厭的東西                           | 關鍵字           |
| -------- | ------------- | -------- | -------- | ---- | ------ | --- | ------------ | ------- | -------------------------------- | ------------------------------------ | ---------------- |
| 熊大     | 布朗熊        | BROWN    |          | 男   | 熊     | 個性謹慎，溫和，雖然話不多，總是面無表情，但生起氣來十分可怕。饅頭人和兔兔惹出麻煩時，熊大總會靠著天生的直覺幸運地將問題解決。                                           | 兔兔的男朋友 | 8月8日  | 大自然、日光浴、創作、兔兔       | 讓他突然嚇一跳的東西（例如：靜電等） | 創意、萬事通     |
| 兔兔     | 可妮兔        | CONY     |          | 女   | 兔     | 非常開朗活潑，但多少有一些自我中心。雖然對每件事都很積極，但在做決定的當下也有猶豫的時候。容易因為貪心或誤會與他人產生爭執，但她總是會反省自己的錯誤，並讓問題完美解決。 | 熊大的女朋友 | 4月17日 | 好吃的東西、可愛的事物、熊大     | 麻煩的事（例如：打掃、煮飯等）       | 時尚達人、美食家 |
| 詹姆士   |               | JAMES    |          | 男   | 人     | 對外觀非常注重，是嚴重的自戀狂。雖然個性意外地散漫又常出槌，但還是讓人無法討厭他。比較不會堅持己見，會去傾聽他人的意見，希望帶給他人善良、成熟的印象。                   |              | 2月14日 | 自己                             | 不帥氣的自己                         | 美麗、優雅       |
| 饅頭人   |               | MOON     |          | 男   | 饅頭   | 善變又情緒變化大。總是用自己的標準思考並下定論，行動難以捉摸。好奇心旺盛且又固執己見的個性總是讓他的生活中常有一堆麻煩，但幸運的是結果總是不會太糟糕。身世不明。         |              | 10月6日 | 宇宙、神秘又奇妙的東西           | 無聊                                 | 固執、調皮       |
| 潔西卡   |               | JESSICA  |          | 女   | 貓     | 八面玲瓏、充滿女人味又無所不能。雖然個性屬於優等生類型，但有時也會不小心出錯。謹慎細心的個性，總是能看見別人容易忽略的細節。                                             |              | 9月21日 | 打掃、購物                       | 髒亂、恐怖的東西                     | 乾淨、清潔       |
| 莎莉     |               | SALLY    |          | 女   | 小雞   | 一無所知，單純又急性子的小雞。從不考慮太多，總是抓不到重點。在朋友煩惱的時候，常自己在一旁做一些奇怪的事，但有時卻會莫名地找到解決的方法。被誤會是鴨子的時候會不開心。   |              | 4月27日 | 大吃大喝、變強壯、熊大           | 難吃的食物、背誦或思考事情           | 單純、無知       |
| 大叔     |               | BOSS     |          | 男   | 人     | 典型的中年大叔。做事古板又充滿中年男子氣息，但其實心裡卻懷抱著熱情夢想。雖然本身並不那麼顯眼，但卻能在各種場合中見到他。                                                 |              | 6月15日 | 海鮮、詩集、被愛                 | 複雜的事                             | 大叔             |
| 雷納德   |               | LEONARD  |          | 男   | 青蛙   | 安靜又內向的青蛙。與其和大家一起玩耍，倒不如更喜歡一個人獨處，是個不折不扣的個人主義者。如果有人打擾到他一人安靜獨處的時刻，他也是會大發脾氣的。                         |              | 1月15日 | 唱歌、一個人玩耍                 | 吵鬧、受到打擾                       | 個人主義、音樂家 |
| 愛德華   |               | EDWARD   |          | 男   | 毛毛蟲 | 聰明又敏銳的毛毛蟲。感情豐富、同情心強、也擅於關懷他人。常在不用大腦的莎莉身邊打轉並給予建議，但卻常常被忽略。夢想是要變蝴蝶。                                           |              | 3月12日 | 探索、觀察、莎莉                 |                                      |                  |
| 熊美     | 潔可 / 丘可熊 | CHOCO    |          | 女   | 熊     | Line Friends的新角色，於LINE Conference Tokyo 2016 大會登場。熊大的妹妹。表情外貌與熊大一樣，不過身體顏色較淺，頭上有個大蝴蝶結，而且穿著很多漂亮衣服。                  | 胖友的女友   | 2月14日 | 智慧型手機、社交平台、時尚、愛美 |                                      |                  |
| 胖友     |               | PANGYO   |          | 男   | 熊貓   | Line Friends的新角色，於LINE Conference Tokyo 2016 大會登場。溫柔體貼，愛好發明。雖然充滿創意，熱衷於發明，但是只要熊美出現就會把一切都拋在腦後。                        | 熊美的男友   |         | 科技、水餃                       |                                      |                  |

## 外部連結
- 官方网站
- BT21 official website （页面存档备份，存于）
- BT21 Baby official website （页面存档备份，存于）
- ROY6 official website （页面存档备份，存于）